# Staffanssönernas ätt
Staffanssönernas ätt (kallas ibland också Staffan Magnussons ätt eller två sparrar efter vapnet) är ett nutida konventionellt namn på en svensk medeltida frälseätt som fått sitt namn från Staffan Magnusson och ledde sina rötter till Opplunda i Rakereds socken, Valkebo härad vilken uppgick 1786 i Vikingstads socken. Ätten utslocknade troligen under 1500-talet.

## Vapen
Gabriel Anrep uppger Staffan Rörikssons vapen som tre sparrar öfver hvarandra, Magnus Haraldsson skall enligt Svenskt Diplomatariums huvudkartotek över medeltidsbreven ha fört ett vapen med två nedvända sparrar, medan Jan Raneke beskriver ättens vapen som genom mantelsnitt tre gånger delad, tinkturer obekanta men fält 1 och 3 var i metall.   Harald Posses begravningsvapen i Amnehärads kyrka avbildar Staffan Magnussons ätts vapen med två sparrar i silver på rött fält.

## Släkttavla i urval

### Sörmlandsgrenen
1. Stefan eller Staffan Röriksson (Staffanssönernas ätt) (omtalas som levande 1308—1344), riddare, lagman och riksråd, i källor också nämnd som Staphin Rørikson (död 1329), var lagman i Södermanlands lagsaga 1315–1317.[6] Han sägs ha efterträtts som lagman i Sörmland senast 1319 av Lars Ulfsson (Ama),[7] och är omskriven som såväl kung Birgers och Magnus riksråd 1314–1328.[8] Enligt Svenskt Diplomatariums huvudkartotek över medeltidsbreven var han dock Sörmlands lagman 26 oktober 1325, vid en  överläggning mellan biskopen (Styrbjörn) i Strängnäs, hans kapitel, lagmannen (i Södermanland) Staffan Röriksson, Magnus Nilsson m. fl. om bestämmelser avsedda att komplettera Södermannalagen.[9] Gift 1) 1312 med Kristina Knutsdotter (Bjälboättens oäkta gren), dotter till Knut Gregersson (Bjälboättens oäkta gren). 29.3 1327 omgift 2) med antingen A: Helena Turesdotter, dotter till Ture Kettilsson (Bielke).[10] eller, enligt Gabriel Anrep med B: Helena Kettilsdotter, dotter till Kettil Bengtsson (Bielke). Anrep uppger att Staffan Röriksson förde tre sparrar öfver hvarandra.[11]
  1. NN Stefansdotter, (okänt med vilken av de två ovan anförda kvinnorna). Hon var död 1349,[12] gift med Ulf Filipsson (Ulv).

### Opplundagrenen
1. Harald Magnusson. Gift med Ingegärd Jonsdotter (stolpe), dotter till Jon Dansson (Stolpe) och Ingeborg Bosdotter (Natt och Dag).
  1. Magnus Haraldsson (Staffanssönernas ätt). Hans vapen med två nedvända sparrar är känt från 24 mars 1346 (SDHK-nr: 8318) [13] och från 1 juni 1363 i (SDHK-nr: 8318). Gift med Gunhild Staffansdotter, vilken han i morgongåva 1413 skänkte jord i Ekeby i Häradshammars socken och i Brickstad i Klockrike socken.[14]
    1. Harald Magnusson d.ä. (Staffanssönernas ätt) i Opplunda, också omnämnd som Harald Magnusson (två sparrar). Väpnare, född omkring 1350, och gift med Elin Jonsdotter (tre örnfötter).[15] Han har hävdats vara son till den Magnus Haraldsson som förde två nedvända sparrar 1346 och 1363. (se ovan). 
      1. Magnus Haraldsson (Staffanssönernas ätt). Död efter 1431.
      2. Ingegärd Haraldsdotter (två sparrar), gift 1) med Bengt Olofsson i Dala (Bengt Olsson Ryting?), och 1476 2) omgift med Joakim Björnsson (Västerbyätten).
      3. Karin Haraldsdotter, gift med Anders Karlsson.

    2. Staffan Magnusson, känd 1457-1473, [16] och förde två sparrar 1462 när han säljer en gård ”Miolialandha” i Erska socken i Bjärke härad till herr Magnus Bengtsson, riddare. (möjligen Magnus Bengtsson (Natt och Dag)?)[17]
      1. Klas Staffansson, känd 1489-1495.[16]
      2. Måns Stefansson, död före 1511.[16]
        1. Harald Månsson.[16]

      3. Per Stefansson.[16]

    3. Henrik Magnusson, känd 1462.[16]
      1. Måns Henriksson, känd 1500, död före 1504.[16]
      2. Gunhild Henriksdotter.[16]
      3. Anna Henriksdotter, känd 1511.[16]